# Arya Rajendran
Arya Rajendran (Malayalam ആര്യ രാജേന്ദ്രൻ; * 12. Januar 1999) ist eine indische Kommunalpolitikerin und Bürgermeisterin der Metropole Thiruvananthapuram, Hauptstadt des Bundesstaats Kerala. Sie ist Mitglied der kommunistisch-marxistischen Partei Indiens (CPI-M). Durch ihre Wahl wurde sie zur jüngsten Bürgermeisterin Indiens.

## Leben
Rajendran wurde 1999 geboren. Sie ist die Tochter eines Elektrikers und einer Versicherungsangestellten und studiert Mathematik am All Saints College in Thiruvananthapuram.
Rajendran ist bereits seit ihrer Jugend Mitglied der CPI-M, in der auch ihre Eltern aktiv sind. Im Vorfeld der Wahlen setzte sich Rajendran bereits gegen innerparteiliche Kandidaten durch. Bei den Wahlen zum Bürgermeisteramt (Kerala local body elections) setzte sich Rajendran mit 2872 Stimmen gegen die Kandidatinnen Simi Jyothish (BJP) und Mary Pushpam (UDF) durch.